# 2000 în științifico-fantastic
- 1999 în științifico-fantastic — 2000 în științifico-fantastic — 2001 în științifico-fantastic

2000 în științifico-fantastic implică o serie de evenimente:

## Nașteri și decese

### Decese
- 14 ianuarie : Gaston Boca (pseudonimul lui Gaston Bocahut), scriitor francez, mort à 96 ans.
- 26 ianuarie : A. E. van Vogt, scriitor canadian, decedat la 87 de ani.
- 4 iulie : Evelyn E. Smith, romancier american, decedat la 77 de ani.
- 2 septembrie : Curt Siodmak, scriitor german, decedat la 98 de ani.
- 6 noiembrie : Lyon Sprague de Camp, scriitor american, decedat la 92 de ani.

## Cărți

### Romane
- 1632 de Eric Flint
- Dune: Casa Harkonnen de Brian Herbert și Kevin J. Anderson
- Imperiul îngerilor de Bernard Werber
- Planeta adormită de Greg Bear
- Programatorul divin de Robert J. Sawyer

### Colecții de povestiri
- The Year's Best Fantasy and Horror: Fourteenth Annual Collection

## Filme
- Câmp de luptă - Pământul de Roger Christian.
- Întuneric total de David Twohy
- Heavy Metal 2000
- Planeta Roșie de Antony Hoffman.
- Supernova de Walter Hill (creditat ca Thomas Lee).
- Titan A.E. de 	Don Bluth, Gary Goldman
- Un mascul extraterestru de Mike Nichols
- X-Men  de Bryan Singer
- Ziua a 6-a de Roger Spottiswoode.

### Filme TV
- They Nest (sau Creepy Crawlers) regizat de Ellory Elkayem.[2]
- G-Saviour regizat de Graeme Campbell.

## Seriale TV
- Dosarele X, sezonul 7

## Premii
Premiul Saturn
- Cel mai bun film SF:  X-Men  de Bryan Singer

Premiul Nebula pentru cel mai bun roman
- Darwin's Radio de Greg Bear

Premiul Hugo pentru cel mai bun roman
- A Deepness in the Sky de Vernor Vinge